# Dancing Mothers
Pour plus de détails, voir Fiche technique et Distribution.
Dancing Mothers est un film américain réalisé par Herbert Brenon, sorti en 1926.

## Synopsis
Une mère et sa fille vont se concurrencer les faveurs d'un homme. 

## Fiche technique
- Titre : Dancing Mothers
- Réalisation : Herbert Brenon
- Scénario : Forrest Halsey (en) d'après la pièce d'Edmund Goulding et Edgar Selwyn
- Photographie : J. Roy Hunt
- Société de production : Paramount Pictures
- Pays d'origine : États-Unis
- Format : Noir et blanc - Film muet
- Date de sortie : 1926

## Distribution
- Conway Tearle : Jerry Naughton
- Alice Joyce : Ethel Westcourt
- Clara Bow : Kittens Westcourt
- Norman Trevor : Hugh Westcourt
- Eleanor Lawson : Irma
- Dorothy Cumming : Mme Mazzarene
- Donald Keith (en) : Kenneth Cobb
- Leila Hyams : Birdie Courtney
- Spencer Charters